# ソンジェ
ソンジェ（金 成帝、1986年11月17日 - ）は、韓国のアイドルグループSUPERNOVA（旧・超新星）のメンバー。

## プロフィール
- 身長184cm、体重67kg[1]。血液型はAB型[2]。特技はポップダンス、歌。
- ニックネームは、ソンジェ、姫。
- 兄がひとりいる。
- 好きな食べ物は「お母さんの料理」、辛いもの全般。
- 好きな女性のタイプは、韓国語を話せる人。小柄で色白、髪が短い、大きい目。化粧が濃い女性は好きではない。
- 趣味は音楽鑑賞、映画鑑賞、クラシックスクーター、インターネットショッピング、ゲーム「スタークラフト」。
- 好きなブランドはルイ・ヴィトン。
- 特技はポップダンス、歌。
- 2014年8月28日、ソウル地方警察庁広報団に入隊。
- 2016年5月27日、1年9ヶ月の兵役義務を終え除隊した。

## エピソード
- 超新星で、ユナク加入前までリーダーを務めていた。2011年10月25日以降は、ユナクが現役入隊するため、その間のリーダーを務める。
- メンバーの中では、一番お酒と喧嘩が強い。
- ソンモいわく、初めて会ったときソンジェから「喧嘩強い？」と話しかけられた。
- 宿舎時代はゴニルと同部屋で、料理担当だった。

## ディスコグラフィ

### アルバム
- It's Time（2016年8月10日）[3]
- ユメノカイカ ～夢が夢で終わらないように～（2018年3月7日）
- 男の花道～SUNGJE’S JAPANESE SONGBOOK～（2020年2月26日）

### 参加作品
- デジタルシングル「Merry Love」（2010年12月16日、ジヨン(KARA)とのコラボシングル）[4][5]
  - 2011年4月6日、韓国でリリースされた「Merry Love」をパッケージ（CD+DVD限定）での日本発売。

## 出演作品

### ミュージカル
- 本当に本当に好き（2010年）[1] - カン・ジニョン 役
- 美女はつらいの（2011年） - ハン・サンジュン 役[6]
- 光化門恋歌（2012年、2013年） - カン・ヒョヌ 役
- Summer Snow （2013年） - カン・ジンハ 役
- 太陽を抱く月（2013年） - イ・フォン役
- インタビュー（2016年） - シンクレア 役
- カフェイン（2016年 11月3・4日） - ジミン 役
- メイビーハッピーエンド（2017年、2018年） - オリバー役
- I Love You, You're Perfect, Now Change（2018年）　-　男２役

### 舞台
- 私のホストちゃん THE PREMIUM（2019年）- 心星 役（主演）[7]

### テレビ番組

#### テレビドラマ
- 1年に12人の男（2012年、tvN） - グァヌ 役

#### バラエティ・情報番組
- スマイルすきっぷ〜明日の元気をフルチャージ!〜（2019年2月1日、TBSテレビ）

### 映画
- 甘い嘘（原題：달콤한 거짓말、2008年） - ファーストフード店店員 役[8]（カメオ出演）
- 君にラヴソングを[9]（2010年） - ソンジェ 役（主演）[10]
- 僕たちのアフタースクール(2011年） - ソンジェ 役
- Guest House（2017年） - ジョンウ 役[11]

### ミュージックビデオ
- SeeYa & Brown Eyed Girls 「The Day」
- SeeYa & Brown Eyed Girls 「정」
- 양파（ヤンパ） 「아파 아이야」（2011年）

## 写真集
- Day's（2018年）